# Elaphoglossum cuspidatum
Elaphoglossum cuspidatum är en träjonväxtart som först beskrevs av Carl Ludwig Willdenow, och fick sitt nu gällande namn av Thomas Moore. Elaphoglossum cuspidatum ingår i släktet Elaphoglossum och familjen Dryopteridaceae. Inga underarter finns listade.